# Solomon Juneau
Solomon Laurent Juneau, Laurent-Salomon Juneau o solo  Salomón Juneau (9 de agosto de 1793, Repentigny, Quebec, Canadá – 14 de noviembre de 1856, Keshena, Wisconsin, Estados Unidos), hijo de François y Marie-Thérèse Galarneau Juneau, fue un inmigrante franco-canadiense comerciante, tasador de tierras, político, fundador y primer alcalde de la ciudad de Milwaukee, en Estados Unidos.

## Biografía
Se estableció en el área donde originalmente habitaban las tribus americanas de los fox, mascouten, potawatomi y winnebago, donde fundó en 1818 la ciudad de Milwaukee, actual Estado de Wisconsin, Estados Unidos y luego le integró los pueblos Kilbourntown al oeste, fundado por Byron Kilbourn, y Walker's Point al sur, fundado por George H. Walker. Luego fue nombrado como el primer alcalde de Milwaukee. 